# 地下水生生物

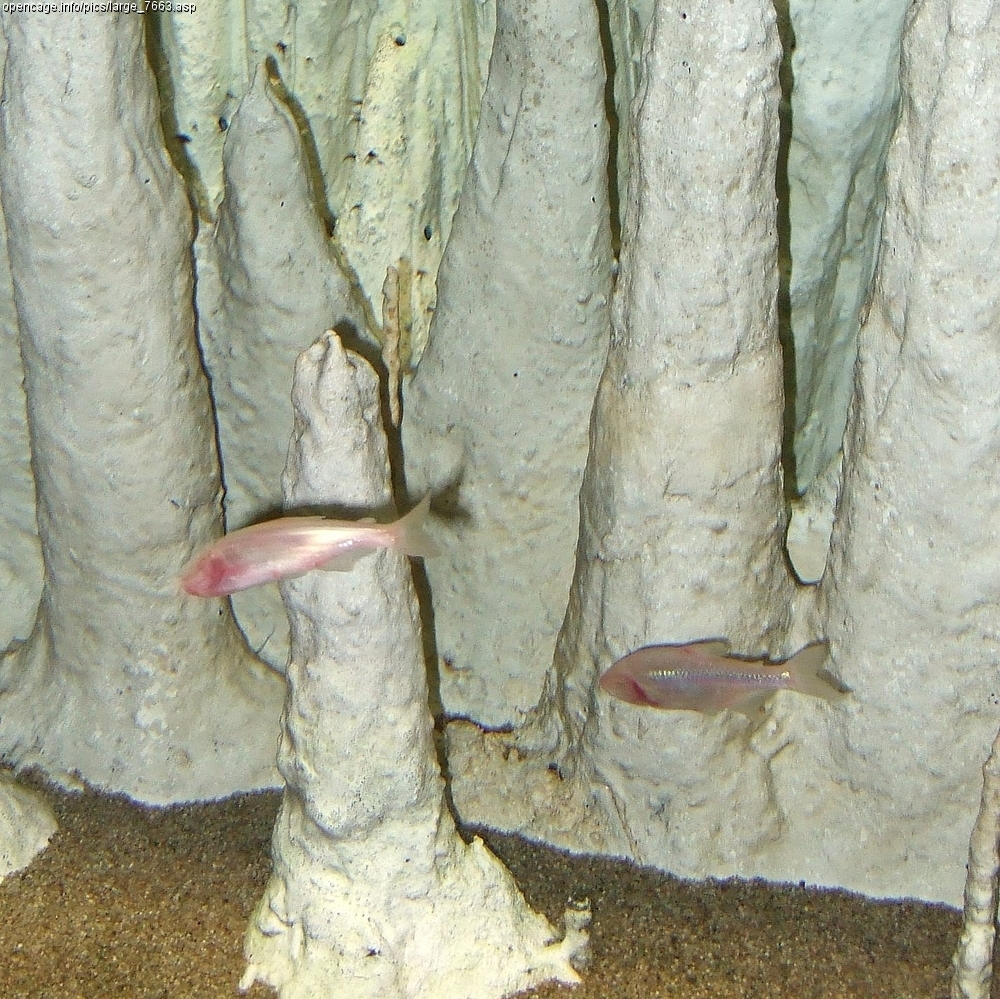
メキシコの洞窟に生息するブラインドケーブ・カラシン

地下水生生物（ちかすいせいせいぶつ）またはスティゴファウナ(Stygofauna)は、地下水系または帯水層（洞窟、裂罅、小空洞等）に生息する動物群である。地下水生生物と洞窟生物は、地下生物相の2つの種類である。どちらも地下環境と関連しており、地下水生生物は水と、洞窟生物は洞窟や地下水面より上の空間と関連している。地下水生生物は、淡水の帯水層や、石灰岩やカリシェ、ラテライトの細孔に生息できるが、より大きな動物は、洞窟内の水中や井戸で見られる。洞窟生物と同様に、生活史に基づいて以下の3つに分類できる。
1. 好地下水生生物（Stygophiles）は、地表と地下の帯水層の両方に生息し、どちらかに限られない。
2. 迷地下水生生物（Stygoxenes）は、好地下水生生物と同様に、偶発的または不定期に地下水中に生息する。好地下水生生物と迷地下水生生物は、生活史の一定期間、洞窟内で生活することがあるが、洞窟内だけで生活環を完了するわけではない。
3. 真地下水生生物（Stygobites）は、厳密に地下水に生息する偏性の生物であり、この環境で生活環を完了する[1]。

フランス、スロベニア、アメリカ合衆国、そして最近ではオーストラリアのように、洞窟や井戸に容易に到達できる国では、地下水生生物の広範な研究が行われている。地下水生生物の多くの種、特に偏性の真地下水生生物は、特定の地域または個々の洞窟の固有種である。このことが、地下水系の保護の重要な焦点になっている。

## 食糧と生活環

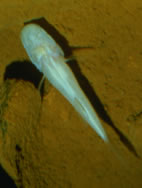
w:Alabama cavefish

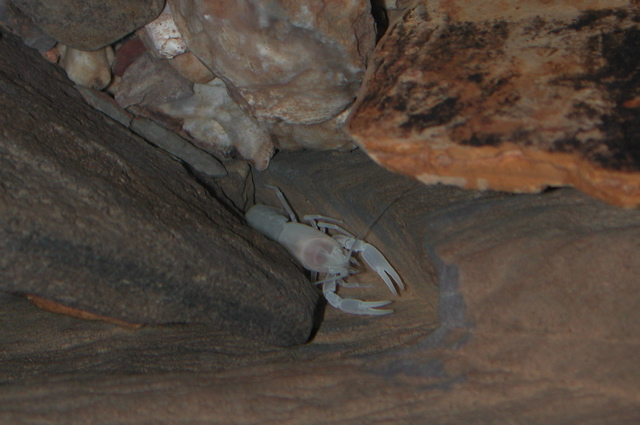
w:Orconectes australis

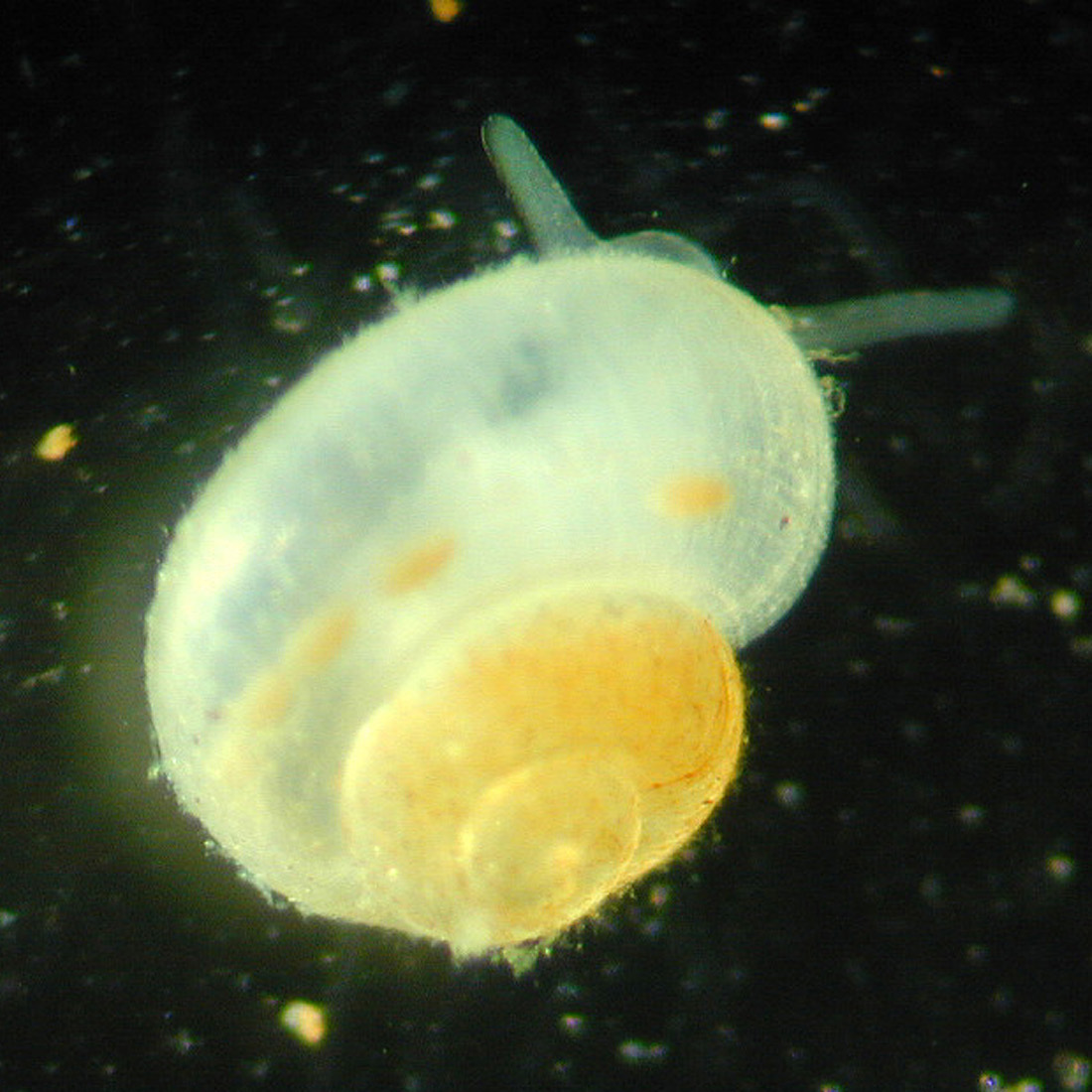
w:Tumbling Creek cavesnail

地下水生生物は、限られた食糧供給に適応しており、エネルギー効率が非常に良い。水の流れの中で見られるプランクトン、細菌、植物等を食べる。
食糧が少なく、酸素濃度が低い環境で生存するために、代謝はしばしば非常に低い。結果として、地上の他の種よりも長生きである。例えば、アラバマ州のシェルタ洞窟に生息するザリガニの一種Orconectes australisは、100歳まで生殖し、175歳まで生きる。

## 分布と種
地下水生生物は世界中で見られ、ウズムシ綱、腹足綱、ワラジムシ目、端足類、十足目、魚類、有尾目を含む。
地下水生生物の腹足類は、アメリカ合衆国、ヨーロッパ、日本、オーストラリアで見られる。真地下水生生物のウズムシ綱は北アメリカ、ヨーロッパ、日本で見られる。真地下水生生物のワラジムシ目、端足類、十足目は、世界中で広く見られる。
洞窟性の有尾目は、ヨーロッパやアメリカ合衆国で見られるが、そのうち、ホライモリやテキサスメクラサンショウウオ等の数種のみが完全に水生である。
洞窟魚として知られる真地下水生生物の魚類は、約170種が知られ、南極大陸を除く全ての大陸に存在するが、種多様性には地理的に大きな差がある。

## 地下水生生物の収集
地下水生生物の収集には、いくつかの方法が用いられている。良く用いられている方法では、プランクトンネットとして用いられる重りを付けた巻き網を井戸や陥没穴の底に入れ、底にたまった堆積物を攪拌するために揺らす。その後、網をゆっくりと回収し、濾過して生物を集める。より破壊的な方法では、水面のネットを通して井戸の水をポンプで汲み上げるもので、Karaman-Chappuis法と呼ばれる。これらの2つの方法により、地下水生生物の形態的、分子的な分析が可能となる。ビデオカメラを穴の中に下ろし、生物の生活史を記録することもできるが、サイズが小さいため、種の同定を行うことまではできない。